# Jõhvi
Jõhvi (tysk: Jewe; russisk: Йыхви) er en by i landskabet Virland i det nordøstlige Estland.
Byen ligger ca. 50 kilometer vest for grænsen til Rusland og tæt ved kysten til Den Finske Bugt. Den har ca. 10.880 (2024) indbyggere og er hovedby i amtet Ida-Virumaa og kommunen Jõhvi.

## Venskabsbyer
- Loimaa, Finland (1997)
- Uddevalla, Sverige (1997)
- Kingisepp, Rusland (1999)
- Thisted, Danmark (2000)
- Skien, Norge (2003)
- Olecko, Polen (2006)